# 上田芳憧
上田 芳憧（うえだ ほうどう、1892年〈明治25年〉9月26日 - 1974年〈昭和49年〉12月29日）は日本の尺八奏者。上田流の創設者として知られる。本名上田喜一。

## 来歴
1892年（明治25年）大阪府大阪市の履物商、上田直一の長男として生まれる。14歳の時に中尾都山に弟子入りし、上田佳山と名乗った。都山の代稽古を務めるほどの技量を持っていた上田だが、自身が作曲した曲を許可なく慈善演奏会で発表したことで師とのわだかまりが生じ、1917年（大正6年）3月19日に退門届を提出、独立。独立後に上田芳憧と改め、上田流を創始する。1966年（昭和41年）勲五等双光旭日章を受賞する。1974年（昭和49年）12月29日、82歳没。